# Llista de monuments de Sant Martí Sarroca
Llista de monuments de Sant Martí Sarroca inclosos en l'Inventari del Patrimoni Arquitectònic Català per al municipi de Sant Martí Sarroca (Alt Penedès). Inclou els inscrits en el Registre de Béns Culturals d'Interès Nacional (BCIN) amb la classificació de monuments històrics i els Béns Culturals d'Interès Local (BCIL) de caràcter arquitectònic.
| Monument                                                             | Protecció    | Estil/època                                        | Localització                                                                            | Coordenades                                          | Codi?         | Imatge |
| -------------------------------------------------------------------- | ------------ | -------------------------------------------------- | --------------------------------------------------------------------------------------- | ---------------------------------------------------- | ------------- | --- |
| Església de Santa Maria de Sant Martí Sarroca                        | BCIN 198-MH  | Romànic, barroc, neoclassicisme XI-XII, XVII-XVIII | Sant Martí Sarroca Barri de la Roca, ctra. BV-2129, km 2                                | 41° 22′ 49″ N, 1° 36′ 40″ E / 41.380281°N,1.611114°E | RI-51-0000440 | Església de Santa Maria de Sant Martí Sarroca · Vegeu més fotos d'aquest monument · Carregueu una nova foto d'aquest monument                 |
| Castell de Sant Martí Sarroca                                        | BCIN 1409-MH | Gòtic, historicisme XII-XIII, XX                   | Sant Martí Sarroca Ctra. BV-2129, km 2                                                  | 41° 22′ 50″ N, 1° 36′ 39″ E / 41.380519°N,1.610788°E | RI-51-0005653 | Castell de Sant Martí Sarroca · Vegeu més fotos d'aquest monument · Carregueu una nova foto d'aquest monument                                 |
| Cal Miret                                                            | BCIL 2009    | Obra popular                                       | Sant Martí Sarroca Barri de la Roca                                                     | 41° 22′ 50″ N, 1° 36′ 46″ E / 41.380434°N,1.612824°E | IPA-2912      | Cal Miret (Sant Martí Sarroca) · Vegeu més fotos d'aquest monument · Carregueu una nova foto d'aquest monument                                |
| Casa Ravell de Fontenac                                              | BCIL 2009    | Obra popular, gòtic                                | Sant Martí Sarroca Ctra. BV-2121, km 5,1, a 3 km                                        | 41° 22′ 33″ N, 1° 37′ 44″ E / 41.375938°N,1.62894°E  | IPA-2913      | Casa Ravell de Fontenac (Sant Martí Sarroca) · Vegeu més fotos d'aquest monument · Carregueu una nova foto d'aquest monument                  |
| Cal Sisplau                                                          | BCIL 2009    | Noucentisme XX Inici                               | Sant Martí Sarroca Barri Cal Sisplau, ctra. BV-2121, km 10                              | 41° 23′ 20″ N, 1° 36′ 07″ E / 41.388845°N,1.601911°E | IPA-2915      | Cal Sisplau (Sant Martí Sarroca) · Vegeu més fotos d'aquest monument · Carregueu una nova foto d'aquest monument                              |
| Casa del carrer de Salvador Raventós, 21                             | BCIL 2009    | Noucentisme XX Inici                               | Sant Martí Sarroca C. de Salvador Raventós, 21                                          | 41° 23′ 08″ N, 1° 36′ 42″ E / 41.385517°N,1.611610°E | IPA-2921      | Casa del carrer de Salvador Raventós, 21 (Sant Martí Sarroca) · Vegeu més fotos d'aquest monument · Carregueu una nova foto d'aquest monument |
| Cal Toni                                                             | BCIL 2009    | Obra popular XVIII                                 | Sant Martí Sarroca Ctra. BV-2122, km 8,5, a 600 m                                       | 41° 22′ 50″ N, 1° 37′ 04″ E / 41.380611°N,1.617831°E | IPA-2934      | Cal Toni (Sant Martí Sarroca) · Vegeu més fotos d'aquest monument · Carregueu una nova foto d'aquest monument                                 |
| El Molinet, Can Fanguet                                              | BCIL 2009    | Obra popular XIX-XX                                | Sant Martí Sarroca Ctra. BV-2121, km 5,1, a 2,3 km                                      | 41° 22′ 04″ N, 1° 37′ 59″ E / 41.367841°N,1.633113°E | IPA-2935      | El Molinet (Sant Martí Sarroca) · Vegeu més fotos d'aquest monument · Carregueu una nova foto d'aquest monument                               |
| L'Hostal                                                             | BCIL 2009    | Obra popular                                       | Sant Martí Sarroca Barri de la Fassina, ctra. BV-2122, km 8,5, a 600 m                  | 41° 22′ 52″ N, 1° 37′ 08″ E / 41.380997°N,1.618846°E | IPA-2936      | L'Hostal (Sant Martí Sarroca) · Vegeu més fotos d'aquest monument · Carregueu una nova foto d'aquest monument                                 |
| Can Barceló                                                          | BCIL 2009    | Obra popular                                       | Sant Martí Sarroca Ctra. BV-2122, km 11, a 1.600 m                                      | 41° 21′ 57″ N, 1° 35′ 17″ E / 41.365969°N,1.588113°E | IPA-2937      | Can Barceló (Sant Martí Sarroca) · Vegeu més fotos d'aquest monument · Carregueu una nova foto d'aquest monument                              |
| Can Carbó                                                            | BCIL 2008    | Obra popular XVII-XVIII                            | Sant Martí Sarroca Ctra. BV-2122, km 9,3, a 800 m                                       | 41° 22′ 53″ N, 1° 36′ 17″ E / 41.381280°N,1.604596°E | IPA-2938      | Can Carbó (Sant Martí Sarroca) · Vegeu més fotos d'aquest monument · Carregueu una nova foto d'aquest monument                                |
| Cal Posastre                                                         | BCIL 2009    | Obra popular                                       | Sant Martí Sarroca A 100 m del nucli urbà                                               | 41° 22′ 59″ N, 1° 36′ 47″ E / 41.383041°N,1.613140°E | IPA-2939      | Cal Posastre (Sant Martí Sarroca) · Vegeu més fotos d'aquest monument · Carregueu una nova foto d'aquest monument                             |
| L'Artiga                                                             | BCIL 2009    | Obra popular                                       | Sant Martí Sarroca Ctra. BV-2122, km 9,3, a 1.100 m                                     | 41° 22′ 48″ N, 1° 36′ 25″ E / 41.379983°N,1.606818°E | IPA-2940      | L'Artiga (Sant Martí Sarroca) · Vegeu més fotos d'aquest monument · Carregueu una nova foto d'aquest monument                                 |
| Caves Rovellats                                                      | BCIL 2009    | Obra popular                                       | Sant Martí Sarroca A 700 m del nucli de la Bleda                                        | 41° 21′ 15″ N, 1° 38′ 50″ E / 41.354158°N,1.647147°E | IPA-2941      | Caves Rovellats (Sant Martí Sarroca) · Vegeu més fotos d'aquest monument · Carregueu una nova foto d'aquest monument                          |
| El Pujol                                                             | BCIL 2009    | Obra popular XVII-XVIII                            | Sant Martí Sarroca Ctra. BV-2122, km 9,3, a 1.100 m                                     | 41° 22′ 50″ N, 1° 36′ 08″ E / 41.380556°N,1.602112°E | IPA-4766      | El Pujol (Sant Martí Sarroca) · Vegeu més fotos d'aquest monument · Carregueu una nova foto d'aquest monument                                 |
| Can Cugols, la Guàrdia                                               | BCIL 2009    | Obra popular XVIII-XIX                             | Sant Martí Sarroca Ctra. BV-2128, km 3,5, a 600 m                                       | 41° 22′ 17″ N, 1° 37′ 28″ E / 41.371452°N,1.624356°E | IPA-4767      | Can Cugols (Sant Martí Sarroca) · Vegeu més fotos d'aquest monument · Carregueu una nova foto d'aquest monument                               |
| Torre de l'Aigua del Pont de Cal Sogas o Cal Sogues                  | BCIL 2009    | Historicisme XIX                                   | Sant Martí Sarroca Ctra. BV-2122, km 8,9                                                | 41° 23′ 04″ N, 1° 38′ 08″ E / 41.384475°N,1.635540°E | IPA-4768      | Torre de l'Aigua del Pont de Cal Sogas (Sant Martí Sarroca) · Vegeu més fotos d'aquest monument · Carregueu una nova foto d'aquest monument   |
| Escoles de la Rovira Roja                                            | BCIL 2009    | Noucentisme XX Inici                               | Sant Martí Sarroca                                                                      | 41° 24′ 00″ N, 1° 38′ 15″ E / 41.399910°N,1.637579°E | IPA-4769      | Escoles de la Rovira Roja (Sant Martí Sarroca) · Vegeu més fotos d'aquest monument · Carregueu una nova foto d'aquest monument                |
| Cal Sogas, Cal Sogues                                                | BCIL 2009    | Obra popular XVII, XX                              | Sant Martí Sarroca Ctra. BV-2122, km 7, a 200 m                                         | 41° 22′ 58″ N, 1° 38′ 14″ E / 41.382852°N,1.637337°E | IPA-4770      | Cal Sogas (Sant Martí Sarroca) · Vegeu més fotos d'aquest monument · Carregueu una nova foto d'aquest monument                                |
| Cal Vallès                                                           | BCIL 2009    | Obra popular XIX-XX                                | Sant Martí Sarroca Ctra. BV- 2122, km 11, a 500 m                                       | 41° 22′ 48″ N, 1° 35′ 27″ E / 41.380035°N,1.590727°E | IPA-4771      | Cal Vallès (Sant Martí Sarroca) · Vegeu més fotos d'aquest monument · Carregueu una nova foto d'aquest monument                               |
| La Fassina                                                           | BCIL 2009    | Modernisme XIX-XX                                  | Sant Martí Sarroca                                                                      | 41° 22′ 47″ N, 1° 37′ 04″ E / 41.379714°N,1.617784°E | IPA-4772      | La Fassina (Sant Martí Sarroca) · Vegeu més fotos d'aquest monument · Carregueu una nova foto d'aquest monument                               |
| Cal Quim de Calabuix                                                 | BCIL 2009    | Obra popular, gòtic tardà XVII                     | Sant Martí Sarroca Hostalets, ctra. BV-2121, km 9, a 800 m                              | 41° 22′ 33″ N, 1° 38′ 19″ E / 41.375882°N,1.638649°E | IPA-4774      | Cal Quim de Calabuix (Sant Martí Sarroca) · Vegeu més fotos d'aquest monument · Carregueu una nova foto d'aquest monument                     |
| La Massaria, molí de la Massaria                                     | BCIL 2009    | Obra popular                                       | Sant Martí Sarroca Ctra. BV-212, km 8,2, a 1.200 m                                      | 41° 22′ 23″ N, 1° 37′ 56″ E / 41.373046°N,1.632287°E | IPA-4775      | La Massaria (Sant Martí Sarroca) · Vegeu més fotos d'aquest monument · Carregueu una nova foto d'aquest monument                              |
| Can Caraltó del Molí, Can Queraltó del Molí                          | BCIL 2009    | Obra popular                                       | Sant Martí Sarroca Ctra. BV- 2121, km 8,2, a 3 km                                       | 41° 21′ 38″ N, 1° 38′ 16″ E / 41.360524°N,1.637845°E | IPA-4776      | Can Caraltó del Molí (Sant Martí Sarroca) · Vegeu més fotos d'aquest monument · Carregueu una nova foto d'aquest monument                     |
| Centre Recreatiu de la Bleda                                         | BCIL 2009    | Obra popular, noucentisme XX Inici                 | Sant Martí Sarroca La Bleda                                                             | 41° 20′ 48″ N, 1° 39′ 12″ E / 41.346693°N,1.653457°E | IPA-4777      | Centre Recreatiu de la Bleda (Sant Martí Sarroca) · Vegeu més fotos d'aquest monument · Carregueu una nova foto d'aquest monument             |
| Can Brugueres, Mas Gaó, Can Barceló de Brugueres                     | BCIL 2009    | Obra popular XVIII                                 | Sant Martí Sarroca Brugueres                                                            | 41° 23′ 28″ N, 1° 38′ 08″ E / 41.391121°N,1.635448°E | IPA-4778      | Can Brugueres (Sant Martí Sarroca) · Vegeu més fotos d'aquest monument · Carregueu una nova foto d'aquest monument                            |
| Escoles dels Hostalets                                               | BCIL 2009    | Noucentisme XX Inici                               | Sant Martí Sarroca Hostalets, ctra. BP-2121 km 8,20, a 2,40 km                          | 41° 22′ 06″ N, 1° 38′ 22″ E / 41.36825°N,1.63932°E   | IPA-4779      | Escoles dels Hostalets (Sant Martí Sarroca) · Vegeu més fotos d'aquest monument · Carregueu una nova foto d'aquest monument                   |
| Xemeneia de Cal Vallès                                               | BCIL 2009    | Obra popular XIX-XX                                | Sant Martí Sarroca Ctra. BV-2122, km 11, a 500 m                                        | 41° 22′ 48″ N, 1° 35′ 28″ E / 41.380074°N,1.591152°E | IPA-4780      | Xemeneia de Cal Vallès (Sant Martí Sarroca) · Vegeu més fotos d'aquest monument · Carregueu una nova foto d'aquest monument                   |
| Sant Joan del Lledó                                                  | BCIL 2009    | Romànic, obra popular, barroc XII-XVII, XVIII      | Sant Martí Sarroca Finca Vallès                                                         | 41° 22′ 51″ N, 1° 35′ 45″ E / 41.380891°N,1.595922°E | IPA-4842      | Sant Joan del Lledó (Sant Martí Sarroca) · Vegeu més fotos d'aquest monument · Carregueu una nova foto d'aquest monument                      |
| Centre Cultural de Sant Martí                                        | BCIL 2009    | Noucentisme XX Inici                               | Sant Martí Sarroca C. de la Font, 22                                                    | 41° 23′ 08″ N, 1° 36′ 40″ E / 41.385692°N,1.611146°E | IPA-4844      | Centre Cultural de Sant Martí (Sant Martí Sarroca) · Vegeu més fotos d'aquest monument · Carregueu una nova foto d'aquest monument            |
| Cal Balada                                                           | BCIL 2009    | Eclecticisme XX Inici                              | Sant Martí Sarroca Av. Anselm Clavé, 25                                                 | 41° 23′ 07″ N, 1° 36′ 49″ E / 41.385353°N,1.613664°E | IPA-4845      | Cal Balada (Sant Martí Sarroca) · Vegeu més fotos d'aquest monument · Carregueu una nova foto d'aquest monument                               |
| Capella de la Mare de Déu del Roser                                  | BCIL 2009    | Neoclassicisme XVIII                               | Sant Martí Sarroca Masia Can Lleó                                                       | 41° 22′ 09″ N, 1° 38′ 54″ E / 41.3693°N,1.6483°E     | IPA-4846      | Capella de la Mare de Déu del Roser (Sant Martí Sarroca) · Vegeu més fotos d'aquest monument · Carregueu una nova foto d'aquest monument      |
| Casa al carrer de les Cases Noves, 22                                |              | Historicisme XX                                    | Sant Martí Sarroca C. Cases Noves, 22                                                   | 41° 23′ 04″ N, 1° 36′ 34″ E / 41.38448°N,1.60958°E   | IPA-4848      | Carregueu una nova foto d'aquest monument |
| Cases urbanes de Sant Martí Sarroca                                  | BCIL 2009    | Eclecticisme XX Inici                              | Sant Martí Sarroca                                                                      | 41° 23′ 04″ N, 1° 36′ 39″ E / 41.384345°N,1.610738°E | IPA-4849      | Carregueu una nova foto d'aquest monument |
| Escoles de la Bleda                                                  | BCIL 2009    | Noucentisme XX Inici                               | Sant Martí Sarroca A 100 m. del casc de la Bleda                                        | 41° 20′ 53″ N, 1° 39′ 12″ E / 41.348100°N,1.653243°E | IPA-4850      | Escoles de la Bleda (Sant Martí Sarroca) · Vegeu més fotos d'aquest monument · Carregueu una nova foto d'aquest monument                      |
| Baronia de Riudefoix                                                 | BCIL 2009    | Obra popular, gòtic, renaixement XVI-XVII          | Sant Martí Sarroca Ctra. BV-2121, km 9, a 800 m                                         | 41° 23′ 34″ N, 1° 37′ 01″ E / 41.392885°N,1.616860°E | IPA-4851      | Baronia de Riudefoix (Sant Martí Sarroca) · Vegeu més fotos d'aquest monument · Carregueu una nova foto d'aquest monument                     |
| Cementiri municipal de Sant Martí Sarroca                            | BCIL 2009    | Neoclassicisme Modest Fossas i Pi XIX (1862)       | Sant Martí Sarroca Ctra. BV-2121, km 8,5, a 100 m                                       | 41° 22′ 58″ N, 1° 36′ 59″ E / 41.382886°N,1.616354°E | IPA-4852      | Cementiri municipal de Sant Martí Sarroca · Vegeu més fotos d'aquest monument · Carregueu una nova foto d'aquest monument                     |
| La Torre d'en Vernet                                                 | BCIL 2009    | Obra popular                                       | Sant Martí Sarroca                                                                      | 41° 21′ 12″ N, 1° 37′ 29″ E / 41.353353°N,1.624839°E | IPA-4853      | La Torre d'en Vernet (Sant Martí Sarroca) · Vegeu més fotos d'aquest monument · Carregueu una nova foto d'aquest monument                     |
| Can Lleó                                                             | BCIL 2009    | Noucentisme                                        | Sant Martí Sarroca Ctra. BV-2121, km 5, a 300 m                                         | 41° 22′ 10″ N, 1° 38′ 54″ E / 41.369318°N,1.648339°E | IPA-4854      | Can Lleó (Sant Martí Sarroca) · Vegeu més fotos d'aquest monument · Carregueu una nova foto d'aquest monument                                 |
| Ca l'Alaio                                                           | BCIL 2009    | Obra popular XIX                                   | Sant Martí Sarroca Barri de la Roca                                                     | 41° 22′ 49″ N, 1° 36′ 45″ E / 41.380331°N,1.612545°E | IPA-4855      | Carregueu una nova foto d'aquest monument |
| Molí del Llopet                                                      | BCIL 2009    | Obra popular                                       | Sant Martí Sarroca Descampat a l'esquerra del riu Foix                                  | 41° 23′ 04″ N, 1° 38′ 05″ E / 41.384580°N,1.634587°E | IPA-15904     | Carregueu una nova foto d'aquest monument |
| Molí de la Baronia                                                   | BCIL 2009    | Obra popular                                       | Sant Martí Sarroca Descampat a la dreta del riu Foix                                    | 41° 23′ 34″ N, 1° 37′ 00″ E / 41.392758°N,1.616725°E | IPA-15906     | Molí de la Baronia (Sant Martí Sarroca) · Vegeu més fotos d'aquest monument · Carregueu una nova foto d'aquest monument                       |
| Molí de Calabuig                                                     | BCIL 2009    | Obra popular                                       | Sant Martí Sarroca Descampat a la dreta del riu Foix                                    | 41° 22′ 34″ N, 1° 38′ 22″ E / 41.376038°N,1.639462°E | IPA-15907     | Carregueu una nova foto d'aquest monument |
| Molí de la Bleda                                                     | BCIL 2009    | Obra popular                                       | Sant Martí Sarroca Descampat a la dreta del riu Foix                                    |                                                      | IPA-15908     | Molí de la Bleda (Sant Martí Sarroca) · Vegeu més fotos d'aquest monument · Carregueu una nova foto d'aquest monument                         |
| Molí de Can Carbó                                                    | BCIL 2009    | Obra popular                                       | Sant Martí Sarroca                                                                      | 41° 22′ 51″ N, 1° 36′ 17″ E / 41.380971°N,1.604743°E | IPA-26763     | Molí de Can Carbó (Sant Martí Sarroca) · Vegeu més fotos d'aquest monument · Carregueu una nova foto d'aquest monument                        |
| Molí de Can Vallès                                                   | BCIL 2009    | Obra popular                                       | Sant Martí Sarroca A l'esquerra de la riera de Pontons                                  | 41° 22′ 49″ N, 1° 35′ 29″ E / 41.380196°N,1.591251°E | IPA-26764     | Carregueu una nova foto d'aquest monument |
| Creu de terme, creu de ferro                                         |              | Obra popular                                       | Sant Martí Sarroca Prop el castell, a la dreta de la carretera que hi puja              | 41° 22′ 51″ N, 1° 36′ 37″ E / 41.38097°N,1.61026°E   | IPA-30746     | Creu de terme (Sant Martí Sarroca) · Vegeu més fotos d'aquest monument · Carregueu una nova foto d'aquest monument                            |
| Creu de Can Sogues, creu de terme                                    |              |                                                    | Sant Martí Sarroca Davant la masia de Can Sogues, dins el baluard                       | 41° 22′ 58″ N, 1° 38′ 14″ E / 41.38267°N,1.63731°E   | IPA-30747     | Creu de Can Sogues (Sant Martí Sarroca) · Vegeu més fotos d'aquest monument · Carregueu una nova foto d'aquest monument                       |
| Antigues escoles, Ajuntament de Sant Martí, antic col·legi i capella | BCIL 2009    | Noucentisme XX Inici                               | Sant Martí Sarroca                                                                      | 41° 23′ 02″ N, 1° 36′ 42″ E / 41.38385°N,1.61172°E   | IPA-38292     | Ajuntament de Sant Martí (Sant Martí Sarroca) · Vegeu més fotos d'aquest monument · Carregueu una nova foto d'aquest monument                 |
| Capella de la Immaculada                                             |              | Obra popular XX                                    | Sant Martí Sarroca                                                                      |                                                      | IPA-38294     | Capella de la Immaculada (Sant Martí Sarroca) · Vegeu més fotos d'aquest monument · Carregueu una nova foto d'aquest monument                 |
| Molí de Can Ravell de Fontenac                                       | BCIL 2009    | Obra popular                                       | Sant Martí Sarroca                                                                      | 41° 22′ 33″ N, 1° 37′ 46″ E / 41.375784°N,1.629542°E | IPA-45515     | Molí de Can Ravell de Fontenac (Sant Martí Sarroca) · Vegeu més fotos d'aquest monument · Carregueu una nova foto d'aquest monument           |
| Molí del Queraltó                                                    | BCIL 2009    |                                                    | Sant Martí Sarroca Ctra. BV- 2121, km 8,2 a 3 km                                        |                                                      | IPA-45516     | Carregueu una nova foto d'aquest monument |
| Pont al torrent de la Socarrada                                      |              | Obra popular                                       | Sant Martí Sarroca Sobre el torrent de la Socarrada, prop de Cal Jaume Teia i Cal Sendo |                                                      | IPA-46421     | Carregueu una nova foto d'aquest monument |
| Can Miret i ermita de Sant Sadurní                                   | BCIL 2014    |                                                    | Sant Martí Sarroca Camí de la Mussarra                                                  | 41° 24′ 08″ N, 1° 36′ 56″ E / 41.40211°N,1.61543°E   | IPA-50673     | Carregueu una nova foto d'aquest monument |
| Pont de Parés Baltà                                                  |              |                                                    | Sant Martí Sarroca                                                                      |                                                      | IPA-52969     | Carregueu una nova foto d'aquest monument |